# Barijum azid
Barijum azid je neorganski azid hemijsko jedinjenje, sa formulom Ba(N
3)
2, koje ima molekulsku masu od 221,367 . To je barijumova so hidrazoinske kiseline. Kao i većina azida, eksplozivan je. Manje je osetljiv na mehanički udar od olovnog azida.

## Priprema
Barijum-azid se može dobiti reakcijom natrijum azida sa rastvorljivim barijumovim solima. Treba voditi računa da se spreči stvaranje velikih kristala u rastvoru jer će kristali barijum azida eksplodirati ako se podvrgnu trenju/udaru ili ako se potpuno osuše. Proizvod treba čuvati potopljen u etanolu.
Nastaje reakcijom sveže destilovane azotne kiseline sa barijum hidroksidom, kao u ovom primeru:
{\displaystyle {\ce {Ba(OH)2 + 2 HN3 -> Ba(N3)2 + 2 H2O}}}.

## Osobine
| Osobina                  | Vrednost |
| ------------------------ | -------- |
| Broj akceptora vodonika  | 4        |
| Broj donora vodonika     | 0        |
| Broj rotacionih veza     | 0        |
| Particioni koeficijent ( | 1,7      |
| Rastvorljivost (logS, log(mol/L))       | 3,3      |
| Polarna površina (PSA, Å2)  | 212,6    |

## Fizička svojstva
Barijum-azid formira bezbojne kristale monoklinskog sistema, prostorna grupa P 21/m, dimenzije ćelije a = 0,702 nm, b = 2,929 nm, c = 0,622 nm, β = 105,23°.

## Eksplozivna svojstva
Prilikom pada tega od 2 kg (4,4 lb) sa visine od 100 cm (3,3 ft) došlo je do 14% eksplozije.
Kada se zagreje na 180 °C (356 °F; 453 K), barijum-azid počinje da se raspada, detonacija se javlja na temperaturi od 190—200 °C (374—392 °F; 463—473 K). Pri razlaganju prvo nastaje azot i elementarni barijum, ali sekundarna reakcija proizvodi barijum nitrid. Prilikom sporog raspadanja na 100 °C (212 °F; 373 K) u vakuumu, uglavnom nastaje nitrid, pri izlaganju rendgenskim zracima nastaje skoro isključivo nitrid.
Za flegmetizaciju se mogu koristiti voda, želatin ili polietilen glikoli.

## Primena
Kada se zagreje iznad 45 °C (113 °F; 318 K) raspada se:
{\displaystyle {\ce {Ba(N3)2 ->[{\ce {^{o}t}}] Ba + 3 N2}}}.
Ovaj proces se može koristiti za proizvodnju visoko čistog azota ili čistog metala barijuma (na primer, za upotrebu kao getter). Brzo raspadanje počinje na temperaturi od 160—180 °C (320—356 °F; 433—453 K); treperi na 217 °C, eksplodira na temperaturama iznad 225 °C.
Takođe se koristi za dobijanje azida drugih metala (litijum, natrijum, kalijum, rubidijum i cink) iz njihovih sulfata, na primer:
{\displaystyle {\ce {Ba(N3)2 + Li2SO4 -> 2 LiN3 + BaSO4 v}}}.

## Korišćenje
Barijum-azid se može koristiti za pravljenje azida magnezijuma, natrijuma, kalijuma, litijuma, rubidijuma i cinka sa odgovarajućim sulfatima.
 :Ba(N
3)
2 + Li
2SO
4 → 2 LiN
3 + BaSO
4
Takođe se može koristiti kao izvor azota visoke čistoće zagrevanjem:
Ba(N
3)
2 → Ba + 3 N
2
Ova reakcija oslobađa metalni barijum, koji se koristi kao getter u vakuumskim aplikacijama.

## Toksičnost
Barijum azid je otrovan kao i svi azidi i rastvorljive soli barijuma.

## Literatura
- Holleman A. F.; Wiberg E. (2001). Inorganic Chemistry (1st изд.). San Diego: Academic Press. ISBN 0-12-352651-5.
- Housecroft, C. E.; Sharpe, A. G. (2008). Inorganic Chemistry (3. изд.). Prentice Hall. ISBN 978-0-13-175553-6.

## Dodatna literatura
- Химическая энциклопедия. 1. М.: Советская энциклопедия. Редкол.: Кнунянц И. Л. и др. 1988.
- Справочник химика. 1 (2-е изд., испр изд.). Химия. Редкол.: Никольский Б. П. и др. 1966.
- Справочник химика. 2 (3-е изд., испр изд.). Л.: Химия. Редкол.: Никольский Б. П. и др. 1971.
- Руководство по неорганическому синтезу: В 6-ти т. 3. М.: Мир. Ред. Брауэр Г. 1985.